# فمینیسم و پورنوگرافی
دیدگاه‌هایِ فمینیسم به پورنوگرافی از محکومیتِ آن به عنوانِ گونه ای خشونت علیه زنان تا پذیرش برخی از جنبه هایِ آن برایِ بیان دیدگاه هایِ فمینیستی متغیر است. پورنوگرافی یکی از تفرقه برانگیزترین موضوعات در فمینیسم، به ویژه در کشورهایِ انگلیسی‌زبان بوده‌است.